# 15 Minuten Wahrheit
15 Minuten Wahrheit ist ein deutscher Kurzfilm von Nico Zingelmann aus dem Jahr 2007.
Der politische Wirtschafts-Thriller beschäftigt sich mit der Frage, in welchem Verhältnis es steht, dass Unternehmen Personal entlassen, obwohl sie keine Umsatzeinbrüche, sondern steigende Gewinne verzeichnen.

## Handlung
Dem 50-jährigen Georg Komann und seinen Kollegen bei der Jaffcorp Investment AG wird völlig überraschend und ohne angemessene Entschädigung von ihrem Arbeitgeber gekündigt. Sie stehen vor dem persönlichen Aus, denn sie wissen, dass niemand über 50-Jährige neu einstellt. Komann schmiedet einen riskanten Plan, mit dem er sich und seinen Freunden die Zukunft sichern könnte. Er setzt alles auf eine Karte und bittet seinen Chef Sebastian Berg um ein Gespräch, eines, das sein Leben verändern könnte – in jedwede Richtung –, ein Gespräch von 15 Minuten.
Berg bietet Komann eine Abfindung an, die er ausschlägt, da er anscheinend der einzige ist, der üppig belohnt werden soll. Er will sich für die Mitarbeiter einsetzen und verlangt Abfindungen für alle, die entlassen werden sollen, da viele über 50 sind und keine Chance mehr haben, eine neue Arbeitsstelle zu bekommen. Berg lässt das aber kalt. Komann erzählt in dem Gespräch, dass er weiß, dass die Firma in der Schweiz jedoch ein geheimes Konto hat und viel Geld beiseitegeschafft wurde. Mit dem Wissen will er seinen jungen Chef unter Druck setzen und droht an die Öffentlichkeit zu gehen. Berg lässt sich darauf aber nicht ein, weil er im Glauben ist, Komann habe keine Beweise. Komann sagt seinem Chef, dass dieser von der Geschäftsleitung nur benutzt wurde, um das Konto zu eröffnen. Somit sei der Vorstand über jedem Verdacht erhaben und Berg am Ende der Buhmann. Komann behauptet, das geheime Konto hätten er und seine Mitarbeiter bereits ausgeräumt. Berg glaubt das nicht. Auf seinem Schreibtisch hat er ein Notizbuch mit den TAN-Nummern, um Transaktionen durchführen zu können. Komann meint, dass er sich auch nichts merken könne, worauf Berg nun glaubt, Komann hätte das Notizbuch heimlich entwendet und fotokopiert. Tatsächlich zieht Komann aus seiner Jacketttasche Kopien. Da die TAN-Nummern nur einmal gültig sind, macht sich Berg aber keine Sorgen und ruft heimlich über Live-Mail den Sicherheitsdienst. Als Komann das Büro verlässt, lässt Berg ihn von dem Sicherheitsmann verhaften.
Berg ruft nun die Bank in Zürich an, um nachzufragen, ob es in den letzten 24 Stunden Transaktionen gab. Der vermeintliche Mitarbeiter am Telefon verneint dies. Berg geht darauf ins Vorzimmer, wo Komann in Handschellen verharrt, und sagt grinsend, dass er ihn fast gehabt hätte. Komann meint, dass der Versuch es Wert gewesen sei. Berg sieht Komann als Verräter. Er habe das Vertrauen missbraucht, als er ertappt wurde, wie er vertrauliche Unterlagen entwendete. Damit habe er alles verspielt, und keiner würde ihn nun mehr einstellen. Der Sicherheitsmann greift auf Anweisung von Berg in die Jacketttasche von Komann und holt die angebliche Kopie der TAN-Nummern raus, die sich aber zum Entsetzen von Berg nur als Menükarte entpuppt. Im Beisein des Sicherheitsmannes jedoch tut er so, als sei dies wirklich eine Kopie der TAN-Nummern und unterstellt Komann Spionage. Außerdem wären, bis Komann auspackt, alle Beweise beseitigt. Berg streicht ihm die Abfindung, da Verräter nichts bekommen würden.
Dann lässt er Komann vom Sicherheitsdienst abführen. Dieser soll ihn der Polizei übergeben. Berg geht wieder zurück ins Büro. Kaum sitzt er am Schreibtisch, erreicht ihn eine Live-Mail, verschickt von seiner Sekretärin im Vorzimmer. Es öffnet sich ein Video, aufgenommen von der Überwachungskamera im Vorzimmer. Das komplette Gespräch wurde aufgezeichnet. Auf dem Video sieht man außerdem, dass Berg nicht mit der Bank in Zürich gesprochen hat, sondern erst mit der Sekretärin, die ihre Stimme verstellte, und dann mit einem Mitarbeiter von Jaffcorp, der ebenfalls in schweizerischen Akzent sprach. Das Gespräch wurde von der Sekretärin absichtlich umgeleitet.
Kurz darauf erhält Berg eine Voice-Mail von Komann, das Ganze wurde von den Mitarbeitern geplant, um an die Transaktionsnummer heranzukommen, die Berg am Telefon durchgegeben hat. Der Mitarbeiter, der sich am Telefon als Schweizer Banker ausgab, notierte sich diese Transaktionsnummer auf und rief die Bank in der Schweiz an, um eine Transaktion zu tätigen. Nun haben die Mitarbeiter das Geld. Berg ruft daraufhin den Sicherheitsmann an und veranlasst Komann freizulassen. Komann erklärt auf der Voice-Mail, dass Berg das Geld zurückbekommen wird, abzüglich einer angemessenen Entschädigung für die Mitarbeiter. Nur dann würden sie das Geheimnis bewahren. Er versichert ihm, dass dieser noch eine lange und erfolgreiche Zukunft bei Jaffcorp haben und einen Weg finden wird, alles diskret auszugleichen. Berg ist wütend und tritt in seinem Büro den Stuhl um, auf dem Komann gerade noch gesessen hat.
Komann, die Sekretärin und der Kollege, der sich als Schweizer ausgegeben hat, verlassen das Unternehmen und geben beim Portier ihre Ausweise ab. Dieser überreicht Komann ein Aufnahmegerät. Auf dem Band hört man die Voice-Mail, die der Portier als Aufzeichnung an Berg sendete. Das Gespräch im Vorzimmer hat er ebenfalls aufgezeichnet.

## Auszeichnungen

### 2009
- Perspektive 50plus – Filmwettbewerb vom Bundesministerium für Arbeit und Soziales – 1. Platz

### 2008
- 7th International Film Festival ISFVF Beijing, China – Audience Award
- Salento Finibus Terrae International Short Film Festival, Italien – Best Short Film & Best Actor Herbert Knaup
- Shocking Shorts Award 2008, 13th Street, NBC Universal – Bester Film
- Internat. Student Short Film Festival de Cergy-Pontoise, Frankreich – 1st Prize: Communauté d’agglomération de Cergy-Pontoise
- Internationale Filmfestspiele von Cannes, Festival de Cannes, Frankreich – Short Film Market
- 14. Thalmaessinger Kurzfilmtage – Preis der AV Medienzentrale
- 7th Tribeca Film Festival New York, USA – Nominierung Short Film Competition
- Studio Hamburg Nachwuchspreis – Bester Kurzfilm, Publikumspreis
- FEC Cambrils-Reus, Spanien – Special Mention of the European Jury
- Emir Kusturica’s 1st Küstendorf Filmfestival – Nominierung Short Film Competition
- Festival du Court-Métrage de Clermont-Ferrand, Frankreich – Short Film Market

### 2007
- Deutscher Kurzfilmpreis – Nominierung
- First Steps Award – Nominierung
- 9th International Student Film Festival Belgrade, Serbia – Best Fiction Film Award
- Kinofest Lünen – Bester Kurzfilm, Publikumspreis
- Filmfestival Münster – Publikumspreis
- Unlimited #2 Internationales Film Fest Köln – 1. Preis der Jury
- Tatort Eifel – 1. Preis der Jury
- Shorts At Moonlight – 1. Preis des Festivals, Publikumspreis
- Goethe-Institut, Los Angeles, USA – Talent Show Case
- Max Ophüls Preis – Wettbewerbsbeitrag und Uraufführung
- Aufnahme in den Katalog der AG Kurzfilm